# Kyōtarō Fujimoto
Kyōtarō Fujimoto (jap. 藤本京太郎 Fujimoto Kyōtarō; ur. 23 czerwca 1986 w Osace) – japoński kick-boxer i bokser wagi ciężkiej, w latach 2009–2011 mistrz K-1 w wadze ciężkiej (poniżej 100 kg). W różnych okresach kariery walczył pod pseudonimami Kyotaro Ranger, Keijirō Maeda i Kyotaro.

## Kariera w K-1
W K-1 zadebiutował w 2007 roku, wygrywając turniej dla młodych talentów K-1 Tryout 2007 Survival. W następnym roku doszedł do finału K-1 World Grand Prix w Fukuoce, w którym przegrał z Brazylijczykiem Ewertonem Teixeirą przez decyzję.
28 marca 2009 roku wziął udział w turnieju o wakujący tytuł mistrza K-1 w wadze ciężkiej (odebrany w grudniu 2008 roku Badrowi Hari). Został zakontraktowany na 48 godzin przed rozpoczęciem gali w zastępstwie Chalida Arraba. W półfinale zmierzył się z jednym z faworytów do mistrzostwa, Melvinem Manhoefem. Niespodziewanie znokautował go już w 48. sekundzie walki. W finale stoczył 4-rundowy pojedynek z Turkiem Gokhanem Saki. Japończyk wygrał w dodatkowej rundzie przez niejednogłośną decyzję sędziów, sensacyjnie zdobywając mistrzowski tytuł.
W sierpniu 2009 roku podczas Final 16 Qualifing GP w Tokio w walce pokazowej znokautował wicemistrza świata kyokushin Czecha Jana Soukupa. Miesiąc później na gali Final 16 walczył o awans do Finału K-1 WGP z Rusłanem Karajewem. Został pokonany przez jednogłośną decyzję, odpadając z rywalizacji o mistrzostwo K-1 WGP. Podczas Finału wystąpił więc jedynie w walce pokazowej przeciwko Tyrone'owi Spongowi, z którym również przegrał na punkty.
3 kwietnia 2010 roku stoczył w Jokohamie pierwszą walkę w obronie mistrzostwa K-1 w wadze ciężkiej. Jego rywalem był trzykrotny mistrz K-1 WGP, Peter Aerts. Kyotaro zdominował Holendra, posyłając go na deski w pierwszej rundzie, a potem nokautując go prawym sierpowym w drugiej. Pół roku później podczas gali Final 16 zmierzył się z Jérôme'em Le Bannerem. Po trzech wyrównanych rundach jeden sędzia punktował na rzecz Francuza, a dwóch pozostałych orzekło remis. Zarządzono więc rundę dodatkową, jednak chwilę potem niezadowolony z werdyktu Le Banner na znak protestu opuścił ring. Tym samym Kyotaro po raz pierwszy w karierze awansował do Finału K-1 WGP. W ćwierćfinale został zestawiony z obrońcą tytułu i mistrzem K-1 w wadze superciężkiej, Semmym Schiltem. Holender, znacznie wyższy i cięższy od Japończyka, wygrał przez jednogłośną decyzję sędziów.
Podczas sylwestrowej gali Dynamite!! 2010 w Saitamie zmierzył się w walce pokazowej na zasadach K-1 z mistrzem DREAM w wadze półciężkiej, Gegardem Mousasim. W 2. rundzie Kyotaro był liczony i ostatecznie przegrał przez jednogłośną decyzję.

## Kariera w boksie
W październiku 2011 roku zrzekł się mistrzostwa K-1 w wadze ciężkiej i ogłosił zamiar przejścia do zawodowego boksu. 31 października 2012 przegrał z Solomonem Haumono walkę o mistrzostwo OPBF wagi ciężkiej. 14 stycznia 2017 pokonał Williego Nasio i zdobył zwakowany pas OPBF natomiast 9 maja został mistrzem WBO Asia Pacific wagi ciężkiej po pokonaniu przez TKO Hermana Ene Purcella.

## Osiągnięcia
Kick-boxing:
- 2007: K-1 Tryout 2007 Survival – 1. miejsce
- 2008: K-1 World GP 2008 w Fukuoce – finalista
- 2009–2011: mistrz K-1 w wadze ciężkiej

Boks:
- 2013–2015: mistrz Japonii w wadze ciężkiej
- 2017: mistrz OPBF w wadze ciężkiej
- 2017: mistrz WBO Asia Pacific w wadze ciężkiej